# Алекса
Алекса је име грчког порекла, које је у Србији мушко и изведено је од имена Александар, па има исто значење - „заштитник, бранилац (људи)“. Пољско име Алекса је женски облик имена Aleksy, а и у Словенији и Мађарској (мађ. Alexa) је ово женско име, изведено од Александра.

## Популарност
У Србији је ово име у периоду од 2003. до 2005. године било на петом месту по популарности. Занимљиво је да је у јужној Аустралији ово име било међу првих седамсто 1998. и 2005. године.

## Занимљивост
Три насељена места у Русији и два у Пољској у свом називу садрже и име Алекса.

## Варијације имена
-,
-,
-, имендан: 18. мај.
-, имендан: 18. мај.

## Познате личности
- Алекса Шантић (1868-1924), песник
- Алекса Ердег (мађ. Eördögh Alexa), поп певач,
- Алекса Ненадовић (око 1749, Бранковина - Ваљево, 23. јануар/4. фебруар 1804)
- Алекса Дундић (1896-1920)
- Алекса Бечић - црногорски политичар